# Daimler Majestic Major
Daimler Majestic Major DQ450 — великий розкішний седан що виготовлявся Daimler Motor Company в Ковентрі (Англія) в період з листопада 1960 по 1968 рік. Він був оснащений двигуном 4561 см3 V8 потужністю 220 кінських сил і був запропонований як набагато більш потужна модель до базового Daimler Majestic. Всього виготовлено 1180 автомобілів.

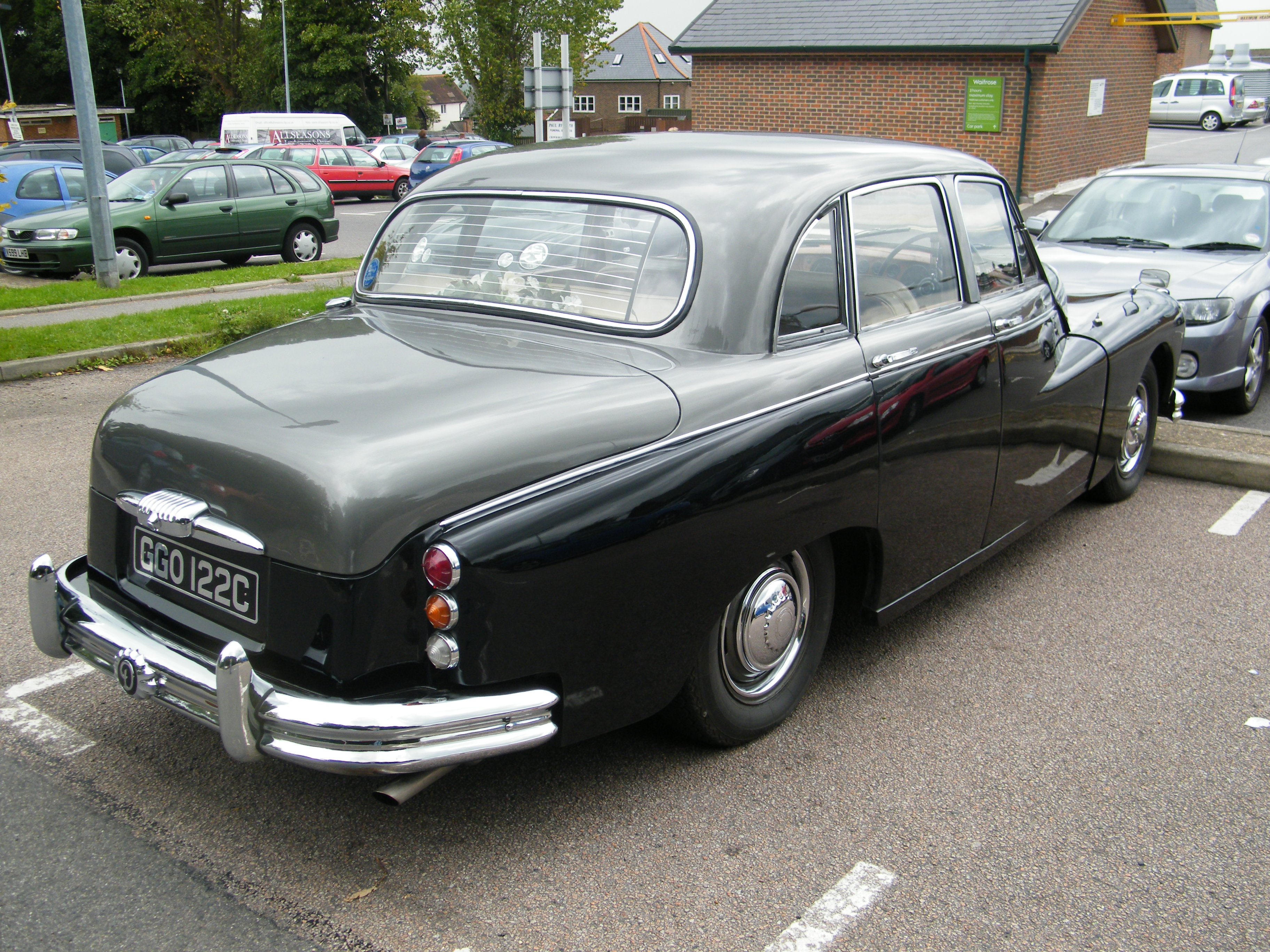

На його основі в 1961 році створено лімузин Daimler DR450.